# Duguetia lepidota
Duguetia lepidota (Miq.) Pulle – gatunek rośliny z rodziny flaszowcowatych (Annonaceae Juss.). Występuje naturalnie we wschodniej części Kolumbii, w Wenezueli, Surinamie oraz Brazylii (w stanach Amazonas, Pará, Roraima i Maranhão).

## Morfologia
PokrójZimozielone drzewo dorastające do 7–25 m wysokości. Młode pędy są owłosione.
LiścieMają kształt od owalnego do owalnie eliptycznego. Mierzą 9–20 cm długości oraz 2,5–5 cm szerokości. Są owłosione od spodu. Liść jest ostrym lub spiczastym wierzchołku.
KwiatySą pojedyncze lub zebrane po 2–9 w kwiatostany, rozwijają się w kątach pędów. Działki kielicha mają owalny kształt i dorastają do 10–15 mm długości. Płatki mają żółtozielonkawą barwę z czerwonymi plamkami u podstawy, osiągają do 10–25 mm długości. Kwiaty mają około 100 pręcików i 9–13 słupków.
OwoceZebrane po 150–350 w owocostan. Mają jajowaty kształt. Osiągają 55–80 mm długości.

## Biologia i ekologia
Rośnie w lasach, na terenach nizinnych.